# Grande mosquée de Java central
La grande mosquée de Java central (en indonésien : Masjid Agung Jawa Tengah) est une mosquée située à Semarang, capitale de la province indonésienne de Java central. Elle a été créée en 2006. 